# Marlowe Peyton
Marlowe Peyton (Glendale, California, 2 de agosto de 2004) é uma atriz e cantora mirim norte-americana.

## Carreira
Marlowe Peyton nasceu em Glendale, filha caçula de duas crianças. Ela tem uma irmã mais velha chamada Merit Leighton,  que também é atriz. Ela iniciou sua carreira com a idade de quatro anos atuando em The Back-up Plan. Desde então, fez aparições como Lucy, a sobrinha da família Heck na série The Middle; sua atuação lhe rendeu uma nomeação para o Young Artist Award. Ela também se tornou conhecida pela participação especial em Jessie, interpretando a filha do treinador Penny. Peyton dublou a personagem Jingle no filme da Disney Santa Paws 2: The Santa Pups e também interpretou Tanner na série da ABC The Neighbors. Atualmente estrelou juntamente a Finola Hughes, Shane Harper e Kathryn McCormick em Platinum the Dance Movie.

## Filmografia
| Filmes/Série de TV                                | Papel                  | Episódio                                                |
| ------------------------------------------------- | ---------------------- | ------------------------------------------------------- |
| The Jay Leno Show                                 | Filha de Kevin         | Série de TV (Episódios #1.23)                           |
| The Back-up Plan                                  | Lucy                   | Filme                                                   |
| Parenthood                                        | Garotinha do teatro    | Série de TV (Episódio "Opening Night")                  |
| Special Agent Oso: Three Healthy Steps            | Emma                   | Série de TV (Episódio "Make Orange Juice")              |
| Conan                                             | Criança aniversariante | Série de TV (Episódio "On This Day a Chump Was Born")   |
| United States of Tara                             | Garotinha              | Série de TV (Episódio "Chicken 'n' Corn")               |
| How I Met Your Mother                             | Menina                 | Série de TV (Episódio "The Slutty Pumpkin Returns")     |
| The Middle                                        | Lucy                   | Série de TV (Episódio "Thanksgiving III")               |
| Candybar                                          | Samantha               | Curta-Metragem                                          |
| Applebaum                                         | Sadie Wyeth            | Piloto de uma série de TV (Direção: Chris Columbus)     |
| New Girl                                          | Gracie                 | Série de TV (Episódio "Menzies")                        |
| Santa Paws 2: The Santa Pups                      | Jingle (voz)           | Dublagem                                                |
| The Lost Medallion: The Adventures of Billy Stone | Lisa                   | Filme                                                   |
| The Neighbors                                     | Tanner                 | Série de TV (Episódio "Mo Purses Mo money Mo Problems") |
| Jessie                                            | Madge                  | Série de TV ("We Don’t Need No Stinkin Badges")         |
| Platinum the Dance Movie                          | London                 | Filme                                                   |

## Prêmios e indicações
| Prêmio             | Ano  | Categoria                                        | Resultado | Papel              |
| ------------------ | ---- | ------------------------------------------------ | --------- | ------------------ |
| Young Artist Award | 2012 | Melhor atuação de uma atriz mirim em série de TV | Indicada  | Lucy em The Middle |